# Auel
Auel település Németországban, Rajna-vidék-Pfalz tartományban. Lakosainak száma 174 fő (2023. december 31.). Auel Reichenberg és Reitzenhain községekkel határos.

## Népesség
A település népességének változása:
| Lakosok száma | 198  | 186  | 186  | 184  | 179  | 174  |
|               | 1975 | 2017 | 2019 | 2021 | 2022 | 2023 |